# مملكة الأعداء الخفية (فلم)
مملكة الأعداء الخفية (بالإنجليزية: Kingdom of the Hidden Enemies) عمل درامي صوتي ينتج لأول مرة بالشرق الأوسط على طريقة التشويق والإثارة يتناول قصة مستوحاه من قصة عابد بني إسرائيل. العمل من تأليف وأخراج خالد المهدي.وقام بعمل المؤثرات الصوتية حسني علي و عبدالرحمن عادل

## وصلات خارجية
مملكة الأعداء الخفية goodreads 